# Tinus prusius
Espèce
Tinus prusius est une espèce d'araignées aranéomorphes de la famille des Pisauridae.

## Distribution
Cette espèce est endémique du Chiapas au Mexique,. Elle se rencontre vers Ángel Albino Corzo.

## Description
La carapace de la femelle holotype mesure 7,6 mm.

## Étymologie
Son nom d'espèce lui a été donné en référence au lieu de sa découverte, Prusia.

## Publication originale
- Carico, 1976 : The spider genus Tinus (Pisauridae). Psyche, Cambridge, vol. 83, p. 63-78.